# Geothelphusa dehaani
Espèce
Statut de conservation UICN

 LC  : Préoccupation mineure
Geothelphusa dehaani est une espèce de crabe d'eau douce de la famille des Potamidae. Originaire du Japon, ce crabe se rencontre dans l'eau et sur la terre.